# Arrenoseius imbricatus
Arrenoseius imbricatus är en spindeldjursart som först beskrevs av Muma och Denmark 1969.  Arrenoseius imbricatus ingår i släktet Arrenoseius och familjen Phytoseiidae. Inga underarter finns listade i Catalogue of Life.